# Demeter Bitenc

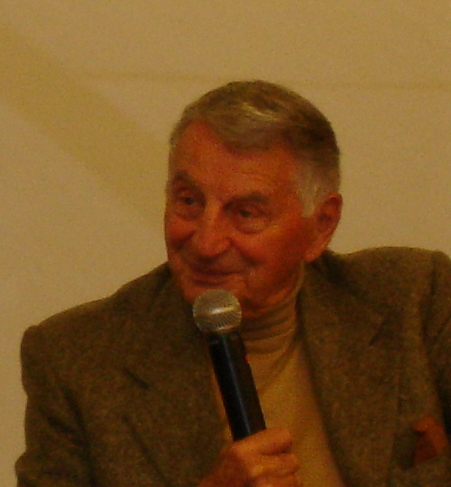
Demeter Bitenc bei einer Buchmesse (2009)

Demeter Bitenc (* 21. Juli 1922 in Ljubljana; † 22. April 2018 ebenda) war ein jugoslawischer bzw. slowenischer Schauspieler.

## Leben und Karriere
Bitenc studierte zunächst Wirtschaftswissenschaft, bevor er sich an der Akademie der Darstellenden Künste einschrieb. 1953/1954 war er Ensemblemitglied am Nationaltheater Ljubljana; weitere Stationen seiner Theaterkarriere waren das Nationaltheater Rijeka, das Nationaltheater in Belgrad und das Slowenische Theater in Celje. 1960 wurde er freischaffender Schauspieler.
Nach seinem Debüt in dem 1948 entstandenen Film Na svoji zemlji wurde er auch zu einer Institution des jugoslawischen Kinos und spielte 200 Rollen, später auch für das Fernsehen. Häufig war er in internationalen Produktionen zu sehen, so auch in einer Nebenrolle in Winnetou 1. Teil. In rund 45 Filmen war er als Nazioffizier zu sehen; sinistre Typen überwiegen in der Filmografie seiner Darstellungen. 2005 spielte er seine letzte Rolle.
In einigen Filmen wurde er als Dimitrij Bitenc geführt.

## Filmografie (Auswahl)
- 1960: Die Insel der Amazonen
- 1961: Das Mädchen mit den schmalen Hüften
- 1961: Küß’ mich als gäb’s kein Morgen (The Festival Girls)
- 1961: Treibjagd auf ein Leben
- 1962: Germanicus in der Unterwelt
- 1963: Maciste gegen die Kopfjäger (Maciste contro i cacciatori di teste)
- 1963: Das Rätsel der roten Quaste
- 1963: Winnetou 1. Teil
- 1963: Zarak, der Rebell (Il pirata del diavolo)
- 1964: Holiday in St. Tropez
- 1965: Die Banditen vom Rio Grande
- 1965: Duell vor Sonnenuntergang
- 1965: Die letzten Tage des sündigen Rom (L'incendio di Roma)
- 1965: Der Rächer der Mayas (IL vendicatore dei Mayas)
- 1966: Django – schwarzer Gott des Todes (Starblack)
- 1966: Wie tötet man eine Dame?
- 1968: Von allen Hunden des Krieges gehetzt (Il porta della cannone)
- 1969: Poppea – Die Kaiserin der Gladiatoren (Le calde notti di Poppea)
- 1969: Ein Atemzug Liebe (La cattura)
- 1969: Die im Dreck krepieren (Gott mit uns – Dio e con noi)
- 1969: Die Schlacht an der Neretva (Bitka na Neretvi)
- 1971: Semesterferien (Fernsehserie, 2 Folgen)
- 1975: Fluchtversuch
- 1976: Die große Orgie (Vizi privati, pubbliche virtù)
- 1977: Steiner – Das Eiserne Kreuz
- 1979: Luftschlacht über der Sutjeska (Partizanska eskadrila)
- 1985: Doktor